# Roland Beerli
Roland Beerli (...) è un ex bobbista svizzero.

## Biografia
Viene ricordato di una medaglia di bronzo nella sua disciplina, ottenuta ai campionati mondiali del 1986 (edizione tenutasi a Königssee, Germania) insieme ai connazionali Heinrich Notter, Ralph Pichler e Celeste Poltera.
Nell'edizione l'argento andò all'Austria l'oro alla Svizzera.